# Blond des Flandres
Pour les articles homonymes, voir Blond.
Le Blond des Flandres est une souche d'escargots de l'espèce Helix aspersa, sélectionnée par Mr Philippe Thomas à partir de croisements de différentes populations de Petit-Gris et, principalement de Gros-Gris. L'objectif de cette sélection était de faire une souche ressemblant à l'Escargot de Bourgogne au niveau de la taille et de la couleur.